# Прозорова, Валентина Алексеевна
Валентина Алексеевна Прозорова (26 февраля 1913 — 17 ноября 2004) — передовик советского сельского хозяйства, заведующая фермой колхоза «Красный Октябрь» Вожгальского района Кировской области, Герой Социалистического Труда (1966).

## Биография
Родилась в 1913 году в деревне Пысиха Вятского уезда. В годы первой мировой войны её отец погиб на фронте, мать умерла в 1924 году. Завершила обучение в Вожгальской сельской школе в 1931 году, затем выучилась на техника-свиновода. Вернулась в село Вожгалы и стала работать на свиноводческой ферме колхоза "Красный Октябрь". Возглавив ферму она очень быстро стала добиваться высоких производственных результатов В 1932 году вышла замуж за П.А.Прозорова, который работал председателем колхоза.  
Ферма под руководством Прозоровой постепенно становилась передовой, внедрялись современные методы работы с животными. Весь коллектив боролся за высокую продуктивность, постоянно обновляли стадо, закупали новых породистых свиней и хряков.
В 1939 году коллектив фермы принял участие в выставке достижений народного хозяйства. Было завоёвано второе место, а сама Валентина Алексеевна удостоена серебряной медалью. В тяжёлый годы войны кормов не хватало, так как весь хлеб шёл на продовольствие. Заготавливали сено, крапиву чтобы сохранить поголовье и выполнить план по сдачи мяса. 
В 1948 году был получен высокий результат. Было сдано государству 26,53 тонны мяса свинины в живом весе.  
Указом Президиума Верховного Совета СССР от 1 июня 1949 года «За получение высокой продуктивности животноводства в 1948 году при выполнении колхозом обязательных поставок сельскохозяйственных продуктов и плана развития животноводства по всем видам скота» Валентине Алексеевне Прозоровой было присвоено звание Герой Социалистического Труда с вручением ордена Ленина и медали «Серп и Молот».
Продолжала и дальше трудиться в сельском хозяйстве до выхода на заслуженный отдых. 
Проживала в селе Вожгалы Кировской области. Умерла 17 ноября 2004 года. Похоронена на сельском кладбище.

## Награды
За трудовые успехи была удостоена:
- золотая звезда «Серп и Молот» (01.06.1949);
- орден Ленина (01.06.1949);
- Орден Трудового Красного Знамени (24.04.1958)
- Отличник социалистического сельского хозяйства.
- другие медали.